# Ceraticelus laetabilis
Ceraticelus laetabilis är en spindelart som först beskrevs av O. Pickard-Cambridge 1874.  Ceraticelus laetabilis ingår i släktet Ceraticelus och familjen täckvävarspindlar. Utöver nominatformen finns också underarten C. l. pisga.